# 北海道道859号旭山线
北海道道859号旭山线（日语：北海道道859号旭山線）是一条位于北海道十胜综合振兴局管内上川郡清水町的普通道级道路（北海道道）。

## 道路概况
- 起点：北海道上川郡清水町旭山
- 終点：北海道上川郡清水町旭山
- 总距离：4.2千米

## 经过的自治体
- 十勝综合振興局
  - 上川郡清水町

## 主要连接道路
- 北海道道55号清水大树线（终点）

## 历史
- 1975年（昭和50年）3月31日 - 路線勘定（北海道告示第951号）